# Clonaria pulchripes
Clonaria pulchripes är en insektsart som först beskrevs av Rehn, J.A.G. 1912.  Clonaria pulchripes ingår i släktet Clonaria och familjen Diapheromeridae. Inga underarter finns listade i Catalogue of Life.